# Petrus Nefors
Petrus Nefors (Oostende, 12 augustus 1790 - 3 maart 1876) was een Belgisch kunstschilder.

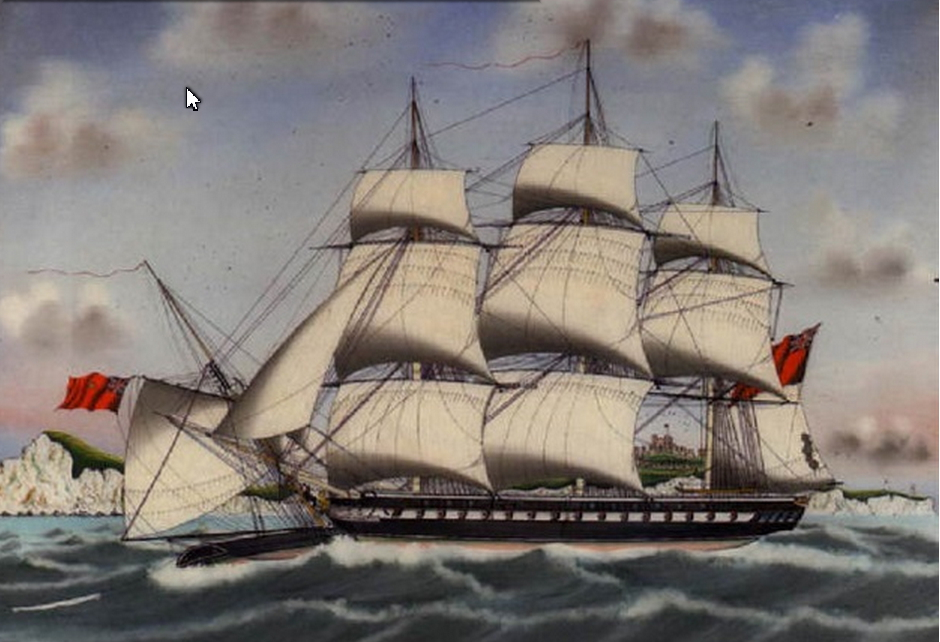
"Het overvaren van de Engelse kotter Camelion door het Engels oorlogsfregat HMS. Castor ter hoogte van Dover op 27 augustus 1834"

Deze Oostendse zeeman was hoofdzakelijk schilder van scheepsportretten in achterglastechniek (églomisé-techniek). Hij was tot 1854 kapitein op verschillende Belgische schepen.
Hij monogrammeerde zijn werken met zijn initialen P.N. In de loop der tijd was de identiteit van de persoon achter deze initialen verloren gegaan. Het duurde tot in 1981 dat P.N. terug als Petrus Nefors geïdentificeerd werd, doordat hij zijn volledige naam had vermeld op het achterglasschilderij "Portret van de topzeilschoener Persévérance, de haven van Oostende binnenzeilend" (ca. 1832).
Oostende was tijdens de 19de eeuw een belangrijk centrum van productie van scheepsportretten in achterglastechniek met, naast Nefors,  figuren als Wenzeslaus Wieden (1769-1814), François Mesure (1772-1860) en Petrus-Cornelius Weyts (1799-1855). 

## Verzamelingen
- Antwerpen, MAS (voorheen Nationaal Scheepvaartmuseum)